# ГЕС Huángjīnpíng
ГЕС Huángjīnpíng (黄金坪水电站) — гідроелектростанція у центральній частині Китаю в провінції Сичуань. Знаходячись між ГЕС Chánghébà (вище по течії) та ГЕС Лудінг, входить до складу каскаду на річці Дадухе, правій притоці Міньцзян (великий лівий доплив Янцзи).
В межах проекту річку перекрили кам'яно-накидною греблею із асфальтобетонним ущільненням висотою 96 метрів, яка утримує водосховище з об'ємом 128 млн м3 та припустимим коливанням рівня поверхні у операційному режимі між позначками 1472 та 1476 метрів НРМ (під час повені рівень може зростати до 1478,9 метра НРМ, а об'єм — до 140 млн м3).  
Через чотири водоводи діаметром по 9,6 метра організували подачу ресурсу до основного машинного залу, облаштованого на лівому березі за 3 км вниз по течії від греблі. Тут встановили чотири турбіни типу Френсіс потужністю по 200 МВт, які використовують напір від 57 до 78 метрів (номінальний напір 67 метрів). Крім того, біля греблі на правому березі споруджений другий машинний зал (як і попередній, виконаний у підземному варіанті) із двома турбінами потужністю по 25 МВт. За рік комплекс забезпечує виробництво 3861 млн кВт-год електроенергії на рік.